# Iglesia de San Jorge (Chimillas)
La iglesia parroquial de San Jorge en Chimillas (Huesca), es un templo del siglo XII, aunque en su solar existió otro templo de igual advocación.

## Historia
Se tiene constancia de la existencia del templo anterior debido a una mención al templo en una visita pastoral en el 1561, en la que se dice que el templo está dedicado a San Jorge y que cuenta con un retablo de "tablas azepilladas" y de pincel, así como una cruz grande y redonda de Flandes y tres campanas, dos grandes y una pequeña.
El 6 de diciembre de 1717, se llegó a un acuerdo entre el Concejo municipal con asistencia de Francisco Latorre, procurador de Juan Togores y Valenzuela, Comendador de la Orden de San Juan en Huesca y del albañil Joseph Losarcos, para acordar la construcción por este último de la nueva iglesia con materiales aportados por la población y recibiendo 460 libras jaquesas una vez terminado el templo. Aunque en la construcción citada no se menciona la construcción de la torre del templo, que sería posterior.
Entre el 1940 y 1941, tras la guerra civil, la torre fue reconstruida y las bóvedas fueron construidas, previamente debió de estar cubierto con maderas, tiempo después se realizaron actuaciones de reparación como la del tejado en el 1998 y otras de corte religioso como fue el cambio de posición del altar tras el Concilio Vaticano II y la eliminación de la antigua reja que separaba el presbiterio del resto de la nave, tras lo que se levantaron unas gradas que aún continúan a día de hoy.

## Descripción
Es un templo de una sola nave de cuatro tramos cubierta con bóveda de lunetos con seis capillas en los laterales cubiertos con bóveda de cañón, teniendo sobre la bóveda del presbiterio en esmalte el escudo de armas de Juan Togores, Comendador de San Juan y en diferentes lugares de la iglesia figura el emblema de la Orden. A los pies del templo se encuentra el coro en alto con un frente adintelado, bajo el cual se encuentra la entrada bajo un arco de medio punto pero sin decoración. 
La fachada del templo no tiene ninguna ornamentación más allá del rematado de los faldones del tejado a dos aguas, que cuenta con un voladizo en torno a todo el edificio que consta de una cornisa de ladrillos dispuestos en hiladas combinadas. 
La torre campanario se encuentra adosada a la fachada en el lado del Evangelio, teniendo dos cuerpos, de sillar el primero y de ladrillo el superior contando con unas pilastras en cada una de sus caras entre las cuales se abre un vano bajo un arco de medio punto, estando rematado con el correspondiente chapitel. A pesar de que el edificio es del siglo XVII la torre es muy probablemente de finales del siglo XVIII.

### Mobiliario religioso
El retablo mayor está datado en el siglo XV, dedicado a la Virgen del Carmen, procedente del convento de Carmelitas Calzados de Huesca; y los de San Jorge, última obra del pintor Felix Día, Santo Cristo, Virgen del Rosario, San José, San Antonio y Virgen del Arco de Mianos, éste de madera pintada. 